# Camilla Pio di Savoia
Camilla Pio di Savoia (asi 1440, Carpi – 15. dubna 1504, Carpi) byla italská šlechtična, abatyše a členka řádu chudých sester svaté Kláry.

## Život
Narodila se asi roku 1440 ve městě Carpi jako dcera italského vojevůdce a pána z Carpi Giberta II. Pia a Elisabetty roz. Migliorati. Jako kultivovaná a silně věřící žena získala roku 1471 velké bohatství po tetě z otcovy strany Margheritě Pio, vdově po vojevůdci Taddeovi d'Este. V tomto věku se rozhodla pro zasvěcený život a její touhou bylo založit první ženský klášter v Carpi zasvěcený svaté Kláře.
Roku 1490 získala od papeže Inocence VIII. bulu se svolením a začala s okamžitou stavbou kláštera a kostela. Zřekla se života u dvora a během stavby již žila s dalšími v přilehlém domě v klášterním duchu a v chudobě, podle příkladu svaté Kláry z Assisi.
Roku 1494 ji Alberto Pio a jeho bratranec Giberto III., páni z Carpi, věnovali rozsáhlý majetek v Cassina severně od Carpi. Roku 1500 složila s dalšími sestrami řeholní sliby. Mezi sestrami byla i Violante Pio, sestra Giberta III. Camilla byla také zvolena abatyší.
Zemřela 15. dubna 1504. Klášter, který založila, je funkční dodnes. V kapli kostela svaté Kláry je uloženo její neporušené tělo, považované za zdroj zázraků.
V Carpi je po ní pojmenovaná ulice.

## Proces blahořečení
Ve františkánských martyrologiích je uváděna jako blahoslavená. Oficiální blahořečení zatím neproběhlo a církevně jí náleží titul služebnice Boží. Proces blahořečení byl zahájen v lednu 2001 v diecézi Carpi, v diecézní fázi byl ukončen a je dále projednáván na Kongregaci svatých v Římě.